# ОШ „Стефан Немања” Савски венац
ОШ „Стефан Немања” једна је од основних школа у Београду. Налази се у улици Љубе Јовановића 2а, на Сењаку у општини Савски венац.

## Локација
Школа се налази у насељу Сењак, а окружена је шумама и парковима Топчидерског брда и Дедиња, укључујући Хајд парк, Парк код Топчидерске звезде и Парк Бранка Параћа док се са западне стране школе налази Београдски сајам и река Сава.
У близини школе налази се велики број културних и спортских објеката и институција као што су Милошев конак, Кућа краља Петра I Карађорђевића, Музеј Томе Росандића, Архив Југославије, Дечији културни центар Мајдан, и Музеј афричке уметности. У непосредној близини налази се Ада Циганлија, а школа је од центра града удаљена 3,5 км.

## Опште информације
Школа „Стефан Немања” налази се на земљишту манастира Ваведење, са којим је повезана, поготово током прославе Светог Саве (од 1993. године) и Дана школе Свети Симеон (од 2001. године). Ученици школе укључени су у кампове које организује Савез за спорт Београда, а који се одржавају на Ади Циганлији.
У оквиру школског дворишта налазе се три спортска терена са трибинама и осветљењем.
У склопу ваннаставних активности постоје секције као што су ликовна, програмерска, драмско-рецитаторцска, географска, саобраћајна и секција за физичко и здравствено васпитање. Школа такође огранизује ликовне радионице за децу, а и поседује свој хор.

## Историјат
Школа се први пут помиње 1912. године у државном календару Краљевине Србије под називом „Код Сењака”, када је била четворогодишња мешовита основна школа, а тадашњи учитељи били су Милутин Станковић, Воја Шумарац, Милева Јоксимовић и Милева Ивковић.
Добила је име по Стефану Немањи, великом жупану Рашке и родоначелнику владарске династије Немањића, која је у једном периоду владала делом тадашње Србије у средњем веку. Именована је 4. новембра 1931. године одлуком Министарства просвете, а нешто касније звала се Државна народна школа „Стефан Немања”. Школа је имала извојена мушка и женска одељења, као и забавиште које је основано 1920. године.
Зграда у улици Љубе Јовановића 2а, коју школа данас користи, подигнута је 1959. године од тврдог материјала по типском пројекту по којем су зидане друге школске зграде. Тада је добила име „Народнии херој Бранко Параћ”, а припојена јој је 1972. године зграда на Топчидерском брду, премештањем ОШ „Бранко Радичевић” на Нови Београд. Зграда на Топчидерском брду која је припојена школи зидана је 1931. године у стилу сецесије, под заштитом је као посебан историјски споменик, а задужбина је Персиде Миленковић. У том периоду школа је радила само у једној смени, а од 1972. до 1982. године имала је продужени боравак за све ученике.
Школи је 1993. године враћено некадашње име „Стефан Немања”.
Одлуком Владе Србије од септембра 2002. године настава се одвија само у згради на Сењаку, а зграду на Топчидерском брду користи Спортска гимназија Београд. Од 2017. године Спортска гимназија Београд се преместила са Топчидерског брда у зграду бивше ОШ „Стари град” на Дорћолу, у Улици херцег Стјепана 7.

## Познати ученици
- Ивана Жигон, глумица
- Дубравка Мијатовић, глумица
- Вељко Пауновић, фудбалски тренер и бивши фудбалер
- Никола Јестратијевић, кошаркаш
- Кори Удовички, економисткиња и политичарка, бивша потпрецедница владе и некадашња министарка лоналне самоуправе и државне управе, бивша гувернерка Народне банке Србије
- Данијел Глид, сликар, дизајнер и фотограф
- Габријел Глид, вајар и графичар[5]